# Late Night Cinema
Late Night Cinema es el segundo álbum de estudio del dúo estadounidense de producción de hip hop Blue Sky Black Death. Fue lanzado por Babygrande Records en 2008.

## Recepción crítica
Alan Ranta de PopMatters le dio al álbum 8 estrellas de 10, describiéndolo como "un triunfo completo de dos de las perspectivas más emocionantes del hip-hop". Mientras tanto, Zoneil Maharaj de XLR8R le dio al álbum un 9 de 10, llamando es "un paisaje sonoro oscuro pero hermoso con pesados matices clásicos y gotas exuberantes que llama la atención de los oyentes, llevándonos a través de varios estados de ánimo".
Quentin B. Huff de PopMatters lo nombró el segundo mejor álbum de hip hop instrumental de 2008.

## Lista de canciones
| N.º | Título                      | Duración |  |
| 1.  | «The Era When We Sang»      | 6:01     |  |
| 2.  | «Lord of Our Vice»          | 6:40     |  |
| 3.  | «Ghosts Among Men»          | 7:31     |  |
| 4.  | «A Private Death»           | 6:28     |  |
| 5.  | «Shoot You Dead»            | 5:17     |  |
| 6.  | «Listen Child»              | 5:36     |  |
| 7.  | «My Work Will Be Done»      | 4:37     |  |
| 8.  | «Forgive Me»                | 4:48     |  |
| 9.  | «Different Hours»           | 4:10     |  |
| 10. | «All the News Is Bad Again» | 4:55     |  |
| 11. | «Legacy to Fuel»            | 2:50     |  |